# Віммербю (комуна)
Комуна Віммербю (швед. Vimmerby kommun) — адміністративно-територіальна одиниця місцевого самоврядування, що розташована в лені Кальмар у південно-східній Швеції.
Віммербю 93-я за величиною території комуна Швеції. 
Адміністративний центр комуни — місто Віммербю.

## Населення
Населення становить 15 384 чоловік (станом на вересень 2012 року). 
| Кількість населення комуни Віммербю за 1970-2010 роки | Кількість населення комуни Віммербю за 1970-2010 роки | Кількість населення комуни Віммербю за 1970-2010 роки | Кількість населення комуни Віммербю за 1970-2010 роки | Кількість населення комуни Віммербю за 1970-2010 роки |
| ----------------------------------------------------- | ----------------------------------------------------- | ----------------------------------------------------- | ----------------------------------------------------- | ----------------------------------------------------- |
| Рік                                                   |                                                       |                                                       | Населення                                             |                                                       |
| 1970                                                  | 1970                                                  |                                                       | 17 126                                                | 17 126                                                |
| 1975                                                  | 1975                                                  |                                                       | 16 394                                                | 16 394                                                |
| 1980                                                  | 1980                                                  |                                                       | 16 180                                                | 16 180                                                |
| 1985                                                  | 1985                                                  |                                                       | 15 702                                                | 15 702                                                |
| 1990                                                  | 1990                                                  |                                                       | 15 867                                                | 15 867                                                |
| 1995                                                  | 1995                                                  |                                                       | 16 096                                                | 16 096                                                |
| 2000                                                  | 2000                                                  |                                                       | 15 776                                                | 15 776                                                |
| 2005                                                  | 2005                                                  |                                                       | 15 613                                                | 15 613                                                |
| 2010                                                  | 2010                                                  |                                                       | 15 473                                                | 15 473                                                |
| Джерело: SCB                                          |                                                       |                                                       |                                                       |                                                       |

## Населені пункти
Комуні підпорядковано 6 міських поселень (tätort) та 2 сільські, більші з яких:
- Віммербю (Vimmerby)
- Седра-Ві (Södra Vi)
- Стуребру (Storebro)
- Гулльрінген (Gullringen)
- Фредінге (Frödinge)
- Туна (Tuna)

## Галерея

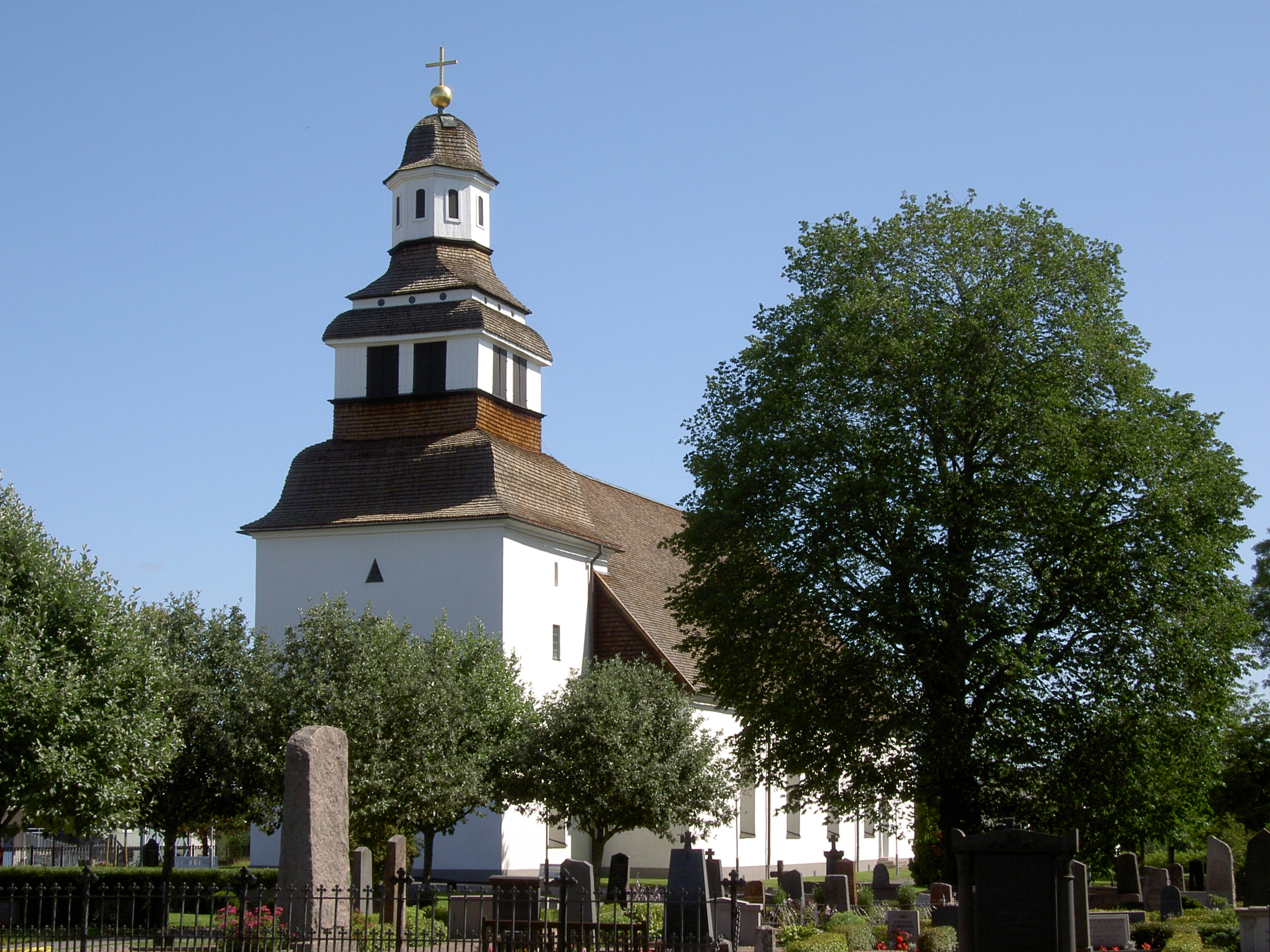
Церква (Седра-Ві)
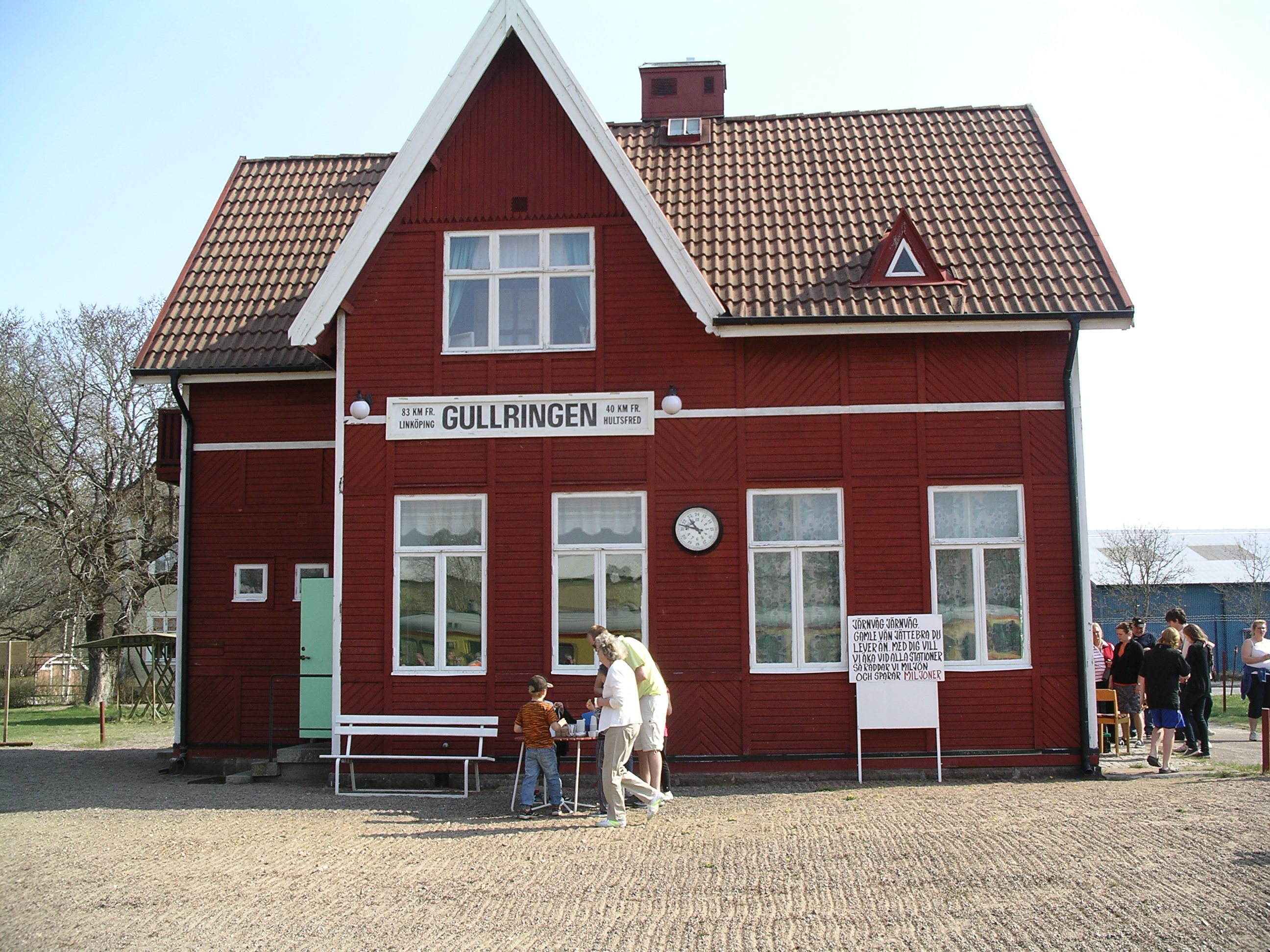
Залізнична станція Гулльрінген
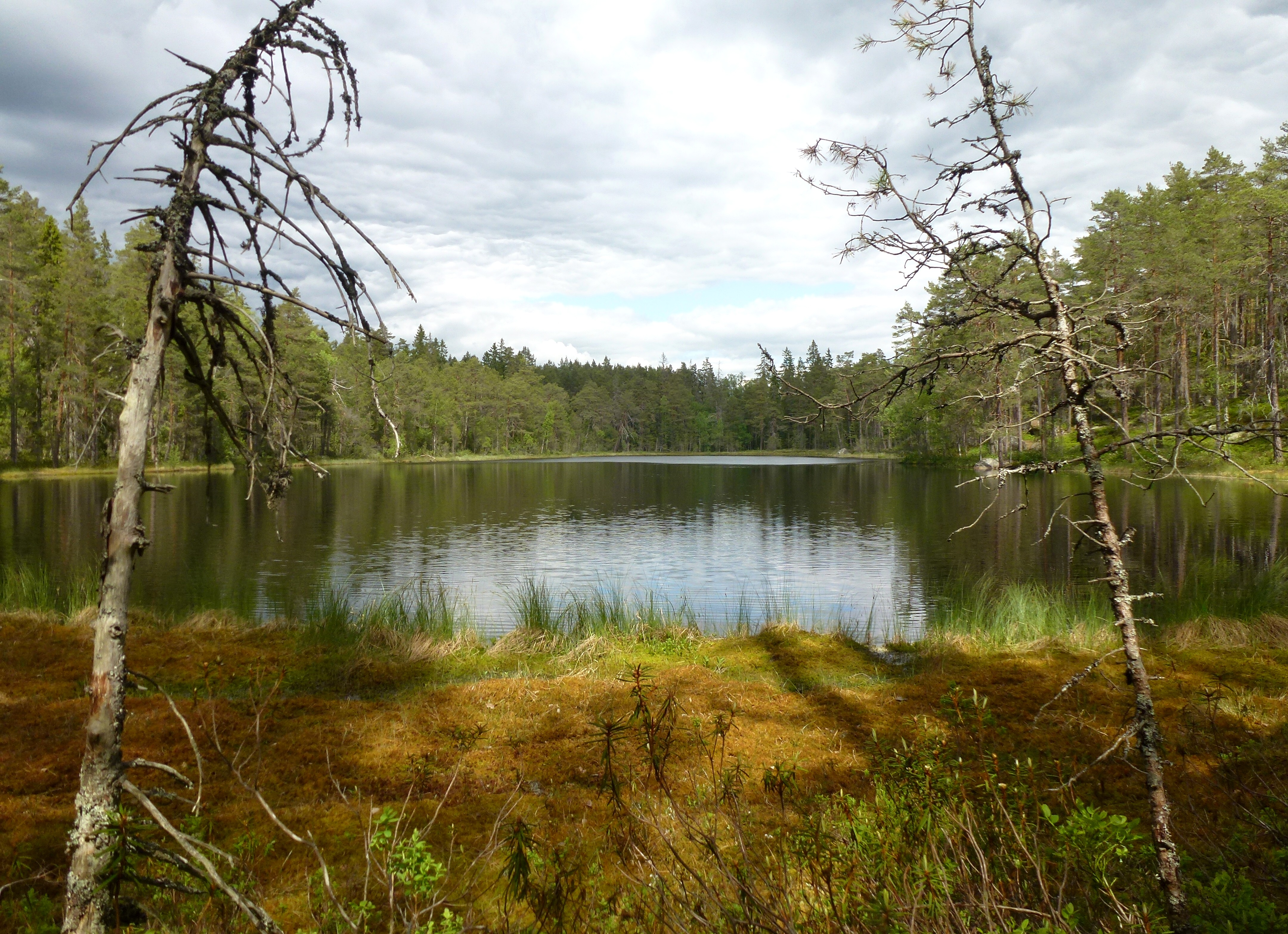
Національний парк Норра Квілль

## Виноски
1. ↑  Andersson P. Sveriges kommunindelning 1863-1993 — Mjölby: Draking, 1993. — 132 с. — ISBN 978-91-87784-05-7
2. ↑  https://www.sverigesradio.se/artikel/6197168
3. ↑  https://www.barometern.se/artikel/nytt-kommunalrad-i-vimmerby/
4. ↑  https://vimmerby.blogg.se/2015/april/per-ake-svensson-avgar.html
5. ↑  Folkmangd i riket, lan och kommuner (шв.) . Центральне бюро статистики Швеції. Архів оригіналу за 20 серпня 2013. Процитовано 29 січня 2013.